# Познањска катедрала
Познањска катедрала, пуним именом Архикатедрална базилика Светог Петра и Павла у Познању (пољ. Bazylika archikatedralna Świętych Apostołów Piotra i Pawła w Poznaniu), налази се у пољском граду Познању. То је једна од најстаријих цркви и катедрала у Пољској. Изграђена је током 10. века и посвећена је Светом Петру и Павлу.
Кроз своју историју била је неколико пута спаљивана и обнављана. Тако је, први пут, обновљена у романичком стилу. Током 14. и 15. века обновљена је у стилу готичке архитектуре. Након пожара 1622. године, обновљена је у барокном стилу, а након још једног пожара 1772. године, обновљена је овај пут у неокласицистичком стилу. 
До 1821. године била је посвећена само Светом Петру, а од тада и Светом Павлу, под покровитељством папе Пија VII.
У време Другог светског рата поновно је спаљена током ослобођења града од нациста. Године 1956. обновљена је у барокном стилу, који је задржала до данас.
У овој катедрали налазе се гробнице многих старих пољских владара, укључујући и првог пољског владара Мјешка I.

## Галерија
- Гробница Мјешка I
- Источна страна
- Купола златне капеле
- Унутрашњост катедрале
- Олтар
- Фреске у катедрали
- Унутрашњи мотив
- План скица катедрале